# Nagymágocs
Nagymágocs é uma vila da Hungria, situada no condado de Csongrád-Csanád. Tem 75,09 km² de área e sua população em 2019 foi estimada em 2.985 habitantes.